# Marcus Ulpius Dignus

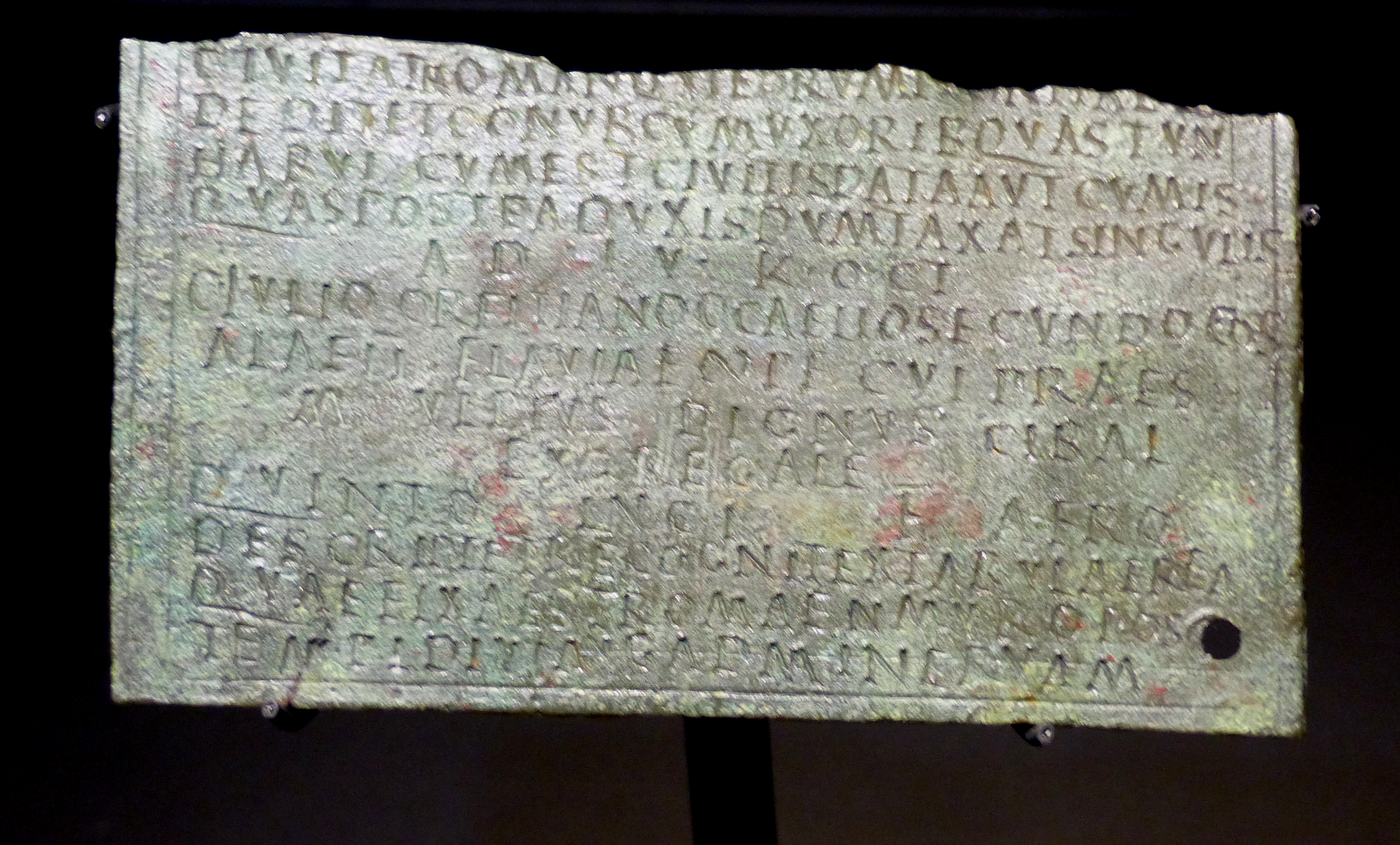
Das Militärdiplom

Marcus Ulpius Dignus war ein im 2. Jahrhundert n. Chr. lebender Angehöriger des römischen Ritterstandes (Eques).
Durch ein Militärdiplom, das auf den 28. September 157 datiert ist, ist belegt, dass Dignus 157 Kommandeur der Ala II Flavia milliaria pia fidelis war, die zu diesem Zeitpunkt in der Provinz Raetia stationiert war; die Leitung dieser Einheit dürfte sein viertes militärisches Kommando (Militia quarta) gewesen sein.
Dignus stammte aus Cibalae, dem heutigen Vinkovci. Seinem Namen nach zu urteilen, hatte seine Familie das römische Bürgerrecht durch Trajan erhalten.